# Thouinidium decandrum
Thouinidium decandrum conocido popularmente como periquillo, pescadillo o palo de zorillo es un árbol que  pertenece a la familia Sapindaceae. Se distribuye en México en ambas vertientes. Su hábitat son las cercanías a río y arroyos. 

## Descripción
Árbol de mediano tamaño, alcanza hasta 25 m de altura y de 40 a 50 cm de diámetro a la altura del pecho, el fuste es recto y cilíndrico la corteza es áspera, de color gris con manchas blancas. Copa amplia, redonda. Hojas compuestas, alternas, de10-25 cm de largo. Tienen hojuelas lanceoladas de 4-10 cm de largo (opuestas o alternas, a lo largo del raquis) y son muy estrechas, a veces asemejan hojas de hierba y el borde está finamente aserrado, las cuales son de un color verde claro y al estrujarlas sueltan un desagradable olor. En la estación seca la copa de este árbol se vuelve amarilla y a distancia se aprecia como una floración, pero en realidad son las hojas viejas que se marchitan rápidamente, se tornan amarillentas y caen todas casi al mismo tiempo, son reemplazadas muy rápido (5 días) por el nuevo follaje que al inicio es de color verde muy claro,  hasta alcanzar su característico color verde limón. Las flores son blancas o blanco verduscas, muy pequeñas dispuestas en panícula. El fruto es tipo aquenio, se dispersa con el viento. Podría a veces confundirse con Andira inermis por la forma de las hojuelas, pero esta última no tiene el borde de las mismas aserrado. Se conoce a esta especie por tener una estípula pequeña entre los folíolo terminales, los folíolos tienen menos de 3 cm de ancho y la base.

## Distribución y hábitat
En México se distribuye en la vertiente del Pacífico en los estados de, Sinaloa, Nayarit, Jalisco, Colima, Michoacán, Guerrero, Oaxaca y Chiapas; en la vertiente del golfo, se localiza en los estados de Veracruz, Tabasco, Campeche. Fuera de México se distribuye en todo Centroamérica.
Se puede encontrar habitualmente en zonas de selva seca en sitios húmedos, por ejemplo cerca de ríos y arroyos, también se puede encontrar en selvas húmedas. Crece desde el nivel del mar hasta los 1200 m de elevación. La precipitación necesaria para el crecimiento y desarrollo de esta especie varía de 700 a 2000 mm, con una temperatura anual promedio de 26 °C. Se le encuentra generalmente en suelos pobres en materia orgánica.

## Estado de conservación
Es una especie de ampliamente distribuida desde México hasta Costa Rica. En México no se encuentra bajo ninguna categoría de protección, de acuerdo a la NOM-059- ECOL- SEMARNAT- 2010. Tampoco se encuentra bajo alguna categoría de la UICN.

## Nombres comunes
- Cabo de hacha, cola de pava, cola de perico, frutillo, palo de zorrillo, Perico, Periquillo, pimientillo, suelda, zorrillo (Español)[3]